# Nationale 1956-1957
La Nationale 1956-1957 è stata la 35ª edizione del massimo campionato francese di pallacanestro maschile. La vittoria finale è stata ad appannaggio dell'ASVEL.

## Risultati

### Fase a gironi

#### Gruppo A
|    | Squadra              | G  | V  | N | P  | PF  | PS  | P.ti | Qualificazione           |
| -- | -------------------- | -- | -- | - | -- | --- | --- | ---- | ------------------------ |
| 1. | ASVEL                | 14 | 12 | 1 | 1  | 886 | 714 | 39   | playoff                  |
| 2. | Auboué               | 14 | 9  | 2 | 3  | 879 | 735 | 34   | playoff                  |
| 3. | Marly                | 14 | 9  | 0 | 5  | 821 | 784 | 32   |                          |
| 4. | Charleville-Mézières | 14 | 6  | 0 | 8  | 863 | 843 | 26   |                          |
| 5. | AS Saint-Étienne     | 14 | 6  | 0 | 8  | 862 | 914 | 26   |                          |
| 6. | R.C. de France       | 14 | 6  | 0 | 8  | 839 | 836 | 26   |                          |
| 7. | ASPO Tours           | 14 | 4  | 0 | 10 | 731 | 920 | 22   | retrocesse in Excellence |
| 8. | US Tourcoing         | 14 | 2  | 1 | 11 | 800 | 935 | 19   | retrocesse in Excellence |

#### Gruppo B
|    | Squadra        | G  | V  | N | P  | PF  | PS  | P.ti | Qualificazione           |
| -- | -------------- | -- | -- | - | -- | --- | --- | ---- | ------------------------ |
| 1. | P.U.C.         | 14 | 12 | 0 | 2  | 734 | 605 | 38   | playoff                  |
| 2. | Roanne         | 14 | 10 | 1 | 3  | 832 | 723 | 35   | playoff                  |
| 3. | Mulhouse       | 14 | 8  | 0 | 6  | 909 | 787 | 30   |                          |
| 4. | ABC Nantes     | 14 | 8  | 0 | 6  | 863 | 762 | 30   |                          |
| 5. | JS Caraman     | 14 | 6  | 0 | 8  | 593 | 726 | 26   |                          |
| 6. | Montferrand    | 14 | 5  | 0 | 9  | 741 | 778 | 24   |                          |
| 7. | CO Billancourt | 14 | 3  | 1 | 10 | 571 | 689 | 21   | retrocesse in Excellence |
| 8. | FC Lione       | 14 | 3  | 0 | 11 | 614 | 787 | 20   | retrocesse in Excellence |

### Fase finale
|  | Semifinali | Semifinali | Semifinali |        |       | Finale | Finale | Finale |  |
|  |            |            |            |        |       |        |        |        |  |
|  | ASVEL      | ASVEL      | 63         |        |       |        |        |        |  |
|  | ASVEL      | ASVEL      | 63         |        |       |        |        |        |  |
|  | Roanne     | Roanne     | 51         |        |       |        |        |        |  |
|  | Roanne     | Roanne     | 51         |        | ASVEL | ASVEL  | 55     |        |  |
|  |            |            |            |        | ASVEL | ASVEL  | 55     |        |  |
|  |            |            | P.U.C.     | P.U.C. | 52    |        |        |        |  |
|  | P.U.C.     | P.U.C.     | P.U.C.     | P.U.C. | 52    | 64     |        |        |  |
|  | P.U.C.     | P.U.C.     |            |        |       |        |        |        |  |
|  | Auboué     | Auboué     | 52         |        |       |        |        |        |  |

| Nationale 1956-1957 |
| ------------------- |
| ASVEL 6º titolo     |

## Formazione vincitrice
| N° | Naz.               | Ruolo | Sportivo      |  | Alt. |  |
| -- | ------------------ | ----- | ------------- |  | ---- |  |
|    | Francia (bandiera) | AG    | Henri Grange  |  | 193  |  |
|    | Francia (bandiera) | P     | Gérard Sturla |  | 175  |  |
|    | Francia (bandiera) | AP    | Henri Rey     |  | 186  |  |